# Zé Carlos (futbolista nacido en 1967)
José Carlos de Almeida (Presidente Bernardes, Estado de São Paulo; 14 de noviembre de 1967-Osasco, 25 de octubre de 2024), conocido como Zé Carlos, fue un futbolista de Brasil que jugó en la posición de defensa.

## Carrera

### Club
| Periodo   | Club           |
| --------- | -------------- |
| 1990      | São José EC    |
| 1991–1992 | Nacional (SP)  |
| 1993      | AD São Caetano |
| 1994      | Portuguesa     |
| 1995      | União São João |
| 1996      | EC Juventude   |
| 1997      | SE Matonense   |
| 1997–2000 | São Paulo FC   |
| 2001      | AA Ponte Preta |
| 2002      | Grêmio FBPA    |
| 2003–2004 | Joinville EC   |
| 2005      | Portuguesa     |

### Selección nacional
Zé Carlos fue convocado para jugar con Brasil en la Copa Mundial de Fútbol de 1998 como reemplazo de Flávio Conceição. Solo jugó un partido internacional con Brasil, el cual fue ante Países Bajos en la semifinal del mundial tomando el lugar del suspendido Cafú.

## Muerte
El 25 de octubre de 2024, murió a los 56 años de un ataque cardíaco mientras dormía en el domicilio de un familiar en el  Municipio de Osasco, Brasil.

## Logros

### Club
- Campeonato Paulista Série A2: 1997
- Campeonato Paulista: 1998
- Campeonato Gaúcho: 1999
- Copa Sul: 1999
- Campeonato Catarinense: 2001

### Individual
- Bola de Prata de la Revista Placar en 1997